# Anthony Bailey (Schriftsteller)

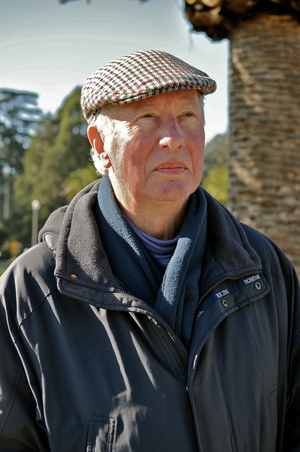
Anthony Bailey (2010)

Anthony Bailey (geboren 5. Januar 1933 in Portsmouth; gestorben 13. Mai 2020 in Harwich) war ein britischer Schriftsteller.

## Leben
Anthony Bailey wurde 1940 wegen der deutschen Invasionsdrohung mit einem Kindertransport zu Otto L. Spaeths Familie nach Dayton in die USA evakuiert, Spaeth war Industrieller in Dayton und Kunstsammler.
Bailey kehrte 1944 zu seiner Familie zurück. Er besuchte die Grammar School und leistete Wehrdienst in der British Army im britischen Westafrika. Ab 1952 studierte er Geschichte am Merton College an der Oxford University. 1955 zog er mit Unterstützung Spaeths nach New York und schlug sich dort zunächst mit Gelegenheitsjobs durch.
William Shawn beschäftigte ihn dann als freiberuflichen Reporter in der Stadtredaktion bei The New Yorker; im Nachbarbüro arbeitete John Updike, mit dem er eine lebenslange Freundschaft schloss. Bailey blieb 35 Jahre lang festangestellter Redakteur und schrieb Reportagen, Porträts, Gedichte und Kurzgeschichten, bis ihm nichts mehr einfiel und Tina Brown 1992 die Chefposition beim New Yorker übernahm. Bailey schrieb auch Beiträge für New York Herald Tribune, The New York Times, The New Republic und Esquire und in England für New Statesman, The Observer und die Sunday Times.
1959 veröffentlichte Bailey seinen ersten Roman Making Progress und 1987 den Roman Major André. Insgesamt veröffentlichte er 23 Bücher, darunter Künstlerbiographien über John Constable, J. M. W. Turner, Diego Velázquez, Jan Vermeer und (zweimal) Rembrandt. Er bezeichnete sich selbst als einen Beschreiber von Künstlern und Orten (painters and places).
Bailey heiratete die Britin Margot Speight; sie haben vier Kinder. Sie zogen 1970 nach Greenwich in England und später nach Mersea Island. Sie waren Segler, und er schrieb Bücher über ihre Segeltouren.
Nachdem er sich eine Hüfte in seinem Haus auf Mersea Island gebrochen hatte, steckte er sich während der Rehabilitation an und fiel der COVID-19-Pandemie zum Opfer.

## Schriften (Auswahl)
- Making Progress. New York: Dial Press, 1959
- The Mother Tongue. New York: Macmillan, 1961
- The Inside Passage. New York: Macmillan, 1965
- Through the Great City. New York: Macmillan, 1967
- The Thousand Dollar Yacht. New York: Macmillan, 1968 ISBN 978-0-85036-459-0
- The Light in Holland. New York: Knopf, 1970
- In the Village. New York: Knopf, 1971
- A Concise History of the Low Countries. New York: American Heritage, 1972
- Rembrandt's House. Houghton Mifflin & J.M.Dent 1978 ISBN 978-1-78076-924-0
- Acts of Union – Reports on Ireland. New York: Random House, 1980
- America, Lost & Found. An English Boy's Wartime Adventures in the New World. New York: Random House, 1981 ISBN 0-226-03455-0 (autobiografisch)
- Along the Edge of the Forest. New York: Random House, 1983
- England, First & Last. New York: Random House, 1985 (autobiografisch)
- Spring Jaunts. New York: Farrar Straus Giroux, 1986
- Major André. New York: Farrar Straus Giroux, 1987 ISBN 978-0-85635-795-4
- The Outer Banks. New York: Farrar Straus Giroux, 1989 ISBN 0-8078-4820-4
- A Walk through Wales. New York: HarperCollins, 1992
- Responses to Rembrandt. New York: Timken, 1994
- The Coast of Summer. New York: HarperCollins 1994 ISBN 978-1-57409-074-1
- Standing in the sun: a life of J.M.W. Turner. London: Sinclair Stevenson, 1997 ISBN 978-1-84976-192-5
- A view of Delft : Vermeer then and now. London: Pimlico, 2002 ISBN 0-7126-6472-6
  - Vermeer. Übersetzung Bettina Blumenberg. Berlin: Siedler, 2002  ISBN 978-3-88680-745-1
- John Constable: A Kingdom of His Own. London: Vintage Books, 2007  ISBN 978-1-844-13833-3
- Velázquez and The Surrender of Breda. New York: Henry Holt, 2011 ISBN 978-0-8050-8835-9